# Шанол
Шанол (фр. Champhol) насеље је и општина у централној Француској у региону Центар (регион), у департману Ер и Лоар која припада префектури Шартр.
По подацима из 2011. године у општини је живело 3531 становника, а густина насељености је износила 657,54 становника/km². Општина се простире на површини од 5,37 km². Налази се на средњој надморској висини од 155 метара (максималној 156 m, а минималној 117 m).

## Демографија
| 1962. | 1968. | 1975. | 1982. | 1990. | 1999. | 2011. |
| ----- | ----- | ----- | ----- | ----- | ----- | ----- |
| 657   | 818   | 1.063 | 1.694 | 2.235 | 2.898 | 3.531 |

График промене броја становника у току последњих година